# Ett brev betyder så mycket
Ett brev betyder så mycket är en sång med text och musik skriven av Thore Skogman, och ursprungligen inspelad med Göingeflickorna och utgiven i oktober 1964 på en EP-skiva.  Thore Skogmans inspelning gavs ut på singel 1965  och den är också inspelad med Vikingarna på albumet Kramgoa låtar 1999. 

### Fotnoter
1. ↑  ”Svensk mediedatabas”. http://smdb.kb.se/catalog/id/001446791. Läst 15 maj 2011.
2. ↑  ”Svensk mediedatabas”. http://smdb.kb.se/catalog/id/001466170. Läst 15 maj 2011.
3. ↑  ”Svensk mediedatabas”. http://smdb.kb.se/catalog/id/001520924. Läst 11 maj 2011.